# S!速報ニュース
S!速報ニュース（えす!そくほうニュース）は、ソフトバンクがSoftBank 3Gで提供していたニュース配信サービス。2018年3月13日をもってサービスを終了した。
旧名称は「ライブモニター」で、ボーダフォン時代、3Gでもステーションに対応してほしいというユーザーがおり、その結果、ライブモニターが開始された。ただしステーションよりも、他社のiチャネルやEZニュースフラッシュに似たサービス形態だった。同業他社とはニュースの配信会社を朝日新聞や読売新聞などお好みに選べた点に違いがあった。
コンテンツは速報と一般に分かれており、前者は最短1時間間隔、後者は1日間隔で自動更新された。更新されたコンテンツは端末の待ち受け画面上にテロップ形式で表示されるほか、クリックすることで内容を確認できた。速報コンテンツとしてニュースやスポーツ情報、一般コンテンツとして天気やイベントなどの情報が受信できた。最大5（速報1+一般4）個まで登録可能。
サービス利用料は無料だが、パケット通信料はかかるので、パケットし放題といったパケット定額制サービスに加入することが推奨されていた。

## 対応機種
- SoftBank 3G機種（91Xシリーズ、81Xシリーズ以降）

## 類似サービス

### 同業他社
- iチャネル(NTTドコモ)

ニュース提供元・日本テレビ放送網
- EZニュースフラッシュ(au)

ニュース提供元・朝日新聞、日刊スポーツ

### ソフトバンク
- S!情報チャンネル - 現行サービス。
- ステーション（ソフトバンクモバイル）
ソフトバンクモバイルが2G・2.5G向けに行っていたサービス。2G停波に伴って終了。
同業他社も含め、類似サービスでは唯一、端末位置情報を利用する。